# درگیری‌های شاخ آفریقا

شاخ آفریقا

درگیری‌ها در شاخ آفریقا از قرن هفدهم قبل از میلاد در جریان بوده است. شاخ آفریقا شامل کشورهای جیبوتی، اریتره، اتیوپی و سومالی و همچنین به صورت دفاکتو، شامل سومالی‌لند است.

## پس از جنگ سرد
- جنگ داخلی سومالی (۱۹۷۸–اکنون)
  - جنگ در سومالی (۲۰۰۶–۲۰۰۹)
  - جنگ داخلی سومالی (۲۰۰۹–اکنون)
- جنگ داخلی جیبوتی (۱۹۹۱–۱۹۹۴)
- درگیری جزایر هانیش بین یمن و اریتره (۱۹۹۵)
- شورش دوم افار (۱۹۹۵–۲۰۱۸)
- شورش در اوگادن (۱۹۹۵–۲۰۱۸)
  - سرکوب ۲۰۰۷–۲۰۰۸ در اوگادن توسط اتیوپی
- جنگ اریتره و اتیوپی (۱۹۹۸–۲۰۰۰)
- درگیری پانتلند و سومالی‌لند (۱۹۹۸–اکنون)
- درگیری مرزی جیبوتی و اریتره (۲۰۰۸)
- درگیری‌های گدئو و گوجی (۱۹۹۵–۲۰۱۸)
- درگیری‌های ارومو و سومالی (۲۰۱۶–۲۰۱۸)
- درگیری داخلی اتیوپی (۲۰۱۸–اکنون)
  - درگیری ارومو (۱۹۷۳–اکنون)
    - شورش ارتش آزادی‌بخش ارومو (۲۰۱۸–اکنون)

  - جنگ تیگرای (۲۰۲۰–۲۰۲۲)
  - درگیری بنیشانگول و گموز (۲۰۱۹–۲۰۲۲)
  - درگیری‌های افار و سومالی (۲۰۲۰–اکنون)
  - جنگ در آمهارا (۲۰۲۳–اکنون)
- درگیری الفشاگه (۲۰۲۰–۲۰۲۲)
- حمله الشباب به اتیوپی (۲۰۲۲)